# Teófilo Braga
Pour les articles homonymes, voir Braga (homonymie).
Joaquim Teófilo Fernandes Braga, plus connu sous le nom de Teófilo ou Teophilo Braga, né le 24 février 1843 à Ponta Delgada et mort le 28 janvier 1924 à Lisbonne, est un poète, historien de la littérature, essayiste et homme d'État portugais.

## Biographie

### Jeunesse
Né à Ponta Delgada aux Açores, Braga se fixe sur le continent au cours des années 1860. Il obtient une licence en droit à l'université de Coimbra en 1868 puis, à partir de 1872, il occupe une chaire de littérature moderne à l'université de Lisbonne.

### Carrière politique
Il fait son entrée dans la politique active en 1878, en se portant candidat à la députation sous les couleurs des républicains fédéralistes. Puis il exerce diverses responsabilités au sein du Parti républicain.
Lors des élections législatives du 28 août 1910, il est élu député à Lisbonne, en même temps qu'une majorité de députés républicains. Le 4 octobre suivant, un soulèvement républicain, appuyé par les militaires, contraint le roi Manuel II à s'enfuir en Grande-Bretagne. La République est proclamée le lendemain et Teófilo Braga assume la présidence du gouvernement provisoire et les pouvoirs de chef de l'État jusqu'au 24 août 1911, date à laquelle Manuel de Arriaga est élu premier président de la République. Braga demeure encore à la tête du gouvernement provisoire jusqu'à l'entrée en fonction de João Pinheiro Chagas comme président du Ministère le 3 septembre suivant.
Dans l'instabilité des premières années de la République portugaise, il est rappelé au pouvoir, après le coup d'État du 14 mai 1915 pour succéder à Arriaga comme président de la République à titre provisoire, avant d'être remplacé par Bernardino Machado, qui entre en fonction le 5 octobre de la même année.

## Œuvres
Le vaste travail polygraphique de Teófilo Braga couvre de vastes domaines, de la poésie et de la fiction à la philosophie, à l’histoire de la culture et à l’historiographie critique et littéraire, et dépasse 360 titres, sans compter les articles dans la presse de l’époque. Il couvre des sujets aussi divers que l’histoire universelle, l’histoire du droit, l’Université de Coimbra, le théâtre portugais et l’influence de Gil Vicente sur cette forme d’expression artistique, la littérature portugaise, les romans chevaleresques portugais et le romantisme et les idées républicaines au Portugal. Il comprend également des articles de polémiques littéraires et politiques et des essais biographiques, comme celui sur Filinto Elísio. 

### Poésie
- 1859 : Folhas verdes : versos dos quinze annos
- 1864 : la Vision des Temps (Visão dos Tempos)
- 1864 : les Tempêtes sonores (Tempestades Sonoras)
- 1869 : les Torrents (Torrentes)
- 1869 : Folhas verdes : versos dos quinze annos. Porto : A. de Moraes (2e édition). 290 p.
- 1884 : Mirages séculaires (Miragens Seculares)
- 1898 : O baptismo das náos, Lisbonne : Libanio & Cunha

### Fiction
- 1865 : Contes fantastiques (Contos Fantásticos)
- 1904 : Viriato

### Essais
- 1865 : As Teorias Literárias - Relance sobre o Estado Actual da Literatura Portugues)
- 1869 : História da Poesia Moderna em Portugal
- 1870 : História da Literatura Portuguesa (Introdução)
- 1870-1871 : História do Teatro Português, en 4 volumes
- 1871 : Epopêas da raca mosárabe. Porto, Imprensa portugueza. vii + 378 p.
- 1872 : Bernardim Ribeiro e os bucolistas, Porto : Imprensa Portugueza. viii + 316 p.
- 1872 : Teoria da História da Literatura Portuguesa
- 1873 : Historia das novellas portuguezas de cavalleria. Porto, Imprensa portugueza.
- 1875 : Manual da História da Literatura Portuguesa
- 1877 : Bocage, sua Vida e Época
- 1877 : Parnaso Português Moderno
- 1877 : Traços gerais da Filosofia Positiva
- 1880 : História do Romantismo em Portugal. Lisboa : Nova Livraria Internacional. 515 p.

- 1884 : Sistema de Sociologia

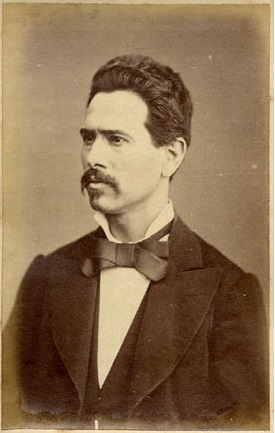
Teófilo Braga (1882)

- 1891 : Camões (Camões e o Sentimento Nacional) – Le Grand Larousse encyclopédique date cet ouvrage de 1873-1875
- 1891-1902 : História da Universidade de Coimbra, en 4 volumes
- 1897 : Bernardim Ribeiro e o bucolismo. Porto, Livraria Chardron, successores Lello & irmão. vii + 435 p.
- 1898 : Eschola de Gil Vicente e desenvolvimento do theatro nacional. Porto, Livraria Chardron, successores Lello & irmão. 586 p.
- 1901 : Filinto Elysio e os dissidentes da Arcadia. Porto, Livraria Chardron, successores Lello & irmão. 735 p.
- 1905 : Garrett e a sua obra. Lisboa, Empreza da historia de Portugal. 171 p.
- 1905 : Garrett e os dramas romanticos. Porto, Livraria Chardron, successores Lello & irmão. 800 p.
- 1909-1918 : História da Literatura Portuguesa, en 4 volumes :
  - Tome 1 : Idade Média
  - Tome 2 : Renascença
  - Tome 3 : Os Seiscentistas
  - Tome 4 : Os Árcades

### Anthologies et recueils
- 1867 : Antologias: Cancioneiro Popular
- 1883 : Contos Tradicionais do Povo Portugês

## Hommage
En 1983, il est représenté sur les billets de banque portugais de 1 000 escudos.